# Иден Гарденс
«Иден Гарденс» (также «Эден Гарденс», англ. Eden Gardens, бенг. ইডেন গার্ডেন্স, хинди इडेन गार्डेंस) — международный крикетный стадион в Калькутте. Построен в 1864 году и является старейшим крикетным стадионом Индии, вторым по величине крикетным стадионом в Индии и третьим в мире. В настоящее время стадион вмещает 66000 человек. Владельцем и управляющей команией является Бенгальская ассоциация крикета (CAB). Стадион является домашним для команды «Колката Найт Райдерс», здесь находится штаб-квартира Бенгальской ассоциации крикета.
«Иден Гарденс» часто называют «домом» индийского крикета, а также «крикетным ответом Колизею», «Меккой индийского крикета», поскольку это первая площадка, построенная для проведения соревнований по крикету. «Иден Гарденс» принимал матчи крупных международных соревнований, включая чемпионаты мира в формате Однодневных международных матчей и Твенти20, а также Кубок Азии.
В 1987 году «Иден Гарденс» стал вторым стадионом Индии, на которым прошёл финал чемпионата мира. Здесь также прошёл главный матч чемпионата мира 2016 года по крикету в формате Твенти20, в котором Вест-Индия обыграла Англию.
Полуфинал чемпионата мира по крикету 1996 года между Индией и Шри-Ланкой собрал рекордное на тот момент количество зрителей — 110564 человека.
На стадионе также проходили футбольные матчи, в том числе в рамках международных соревнований.

## История стадиона

Площадка Калькуттского крикетного клуба, 15 января 1861, акварель Перси Карпентера, на которой изображён матч на «Иден Гарденс»

Стадион был построен в 1864 году, происхождение его названия неизвестно. По некоторым данным, стадион назван в честь парка «Эдемские сады», где он расположен. По другим — в честь сестер Иден, Эмили и Фанни, которые были в родстве с известным политиком, 1-м графом Оклендом, генерал-губернатором Индии с 1836 по 1842 годы. Первоначально назывался «Окленд Сёкис Гарденс» (англ. Auckland Circus Gardens), нынешнее название носит с 1841 года.
По мнению Бабу Раджчандра Даса, заминдар (владелец) Джанбазара и муж Рани Рашмони, подарил один из своих самых больших садов, Мар Баган, расположенный на реке Хугли, лорду Окленду и его сестре Эмили Иден в благодарность за помощь в спасении третьей дочери от смертельной болезни. После этого появилось нынешнее название.
Первый Тестовый матч на стадионе был проведен в 1934 году между Англией и Индией,. Первый Однодневный международный матч здесь прошёл в 1987 году (между Индией и Пакистаном). Первый международный матч в формате Твенти20 состоялся в 2011 году (между Индией и Англией). Полуфинал Hero Cup 1993, где сыграли Индия и Южная Африка стал первым на этом стадионе матчем с прожекторным освещением.
Стадион также принимал матчи первого розыгрыша футбольного Кубка Неру в 1982 году.
Здесь также прошёл футбольный матч между Индией и Уругваем в рамках Кубка Неру 1984 года.

### Давка 1980 года
Из-за давки на стадионе 16 августа 1980 года на «Иден Гарденс» погибли 16 человек во время футбольного матча Мохун Баганской Восточнобенгальской Футбольной лиги Калькутты.

## Стадион
Стадион является штаб-квартирой Ассоциации крикета Бенгалии. Помимо международных матчей, на стадионе сборная Бенгалии по крикету и команда Индийской премьер-лиги «Колката Найт Райдерс».

### Реконструкция 1987 года
К чемпионату мира 1987 года вместимость стадиона была увеличена до 100 тысячи человек, а ранее составляла всего 40 тысяч.

### Реконструкция 2011 года
«Иден Гарденс» был реконструирован к чемпионату мира по крикету 2011 года. При выполнении работ учитывались требования, установленные Международным советом крикета. Ассоциация крикета Бенгалии наняла консорциум базирующихся в Филадельфии «Burt Hill Architects» и архитектурные фирмы «VMS» из Ахмадабада, которые в течение двух лет должны были реконструировать стадион. Планировалось построить новое здание клуба, помещения для игроков, модернизировать наружные конструкции, чтобы придать стадиону современный вид, улучшить облицовку существующей конструкции крыши новой металлической обшивкой. Помимо этого планировалось создать удобства для посетителей и в целом улучшить инфраструктуру. Из-за создания дополнительных удобств, вместимость стадиона упала с прежних 94000 до 68000 человек.
Из-за небезопасных условий, возникших из-за незавершенного ремонта, ICC запретил проводить матч Индия — Англия на стадионе. Этот матч, запланированный на 27 февраля 2011 года, был сыгран в Бангалоре на стадионе имени Мангалама Чиннасвами.
Стадион принял три запланированных матча чемпионата мира 2011 года. Они состоялись 15, 18 и 20 марта 2011 года. В последнем из этих трех матчей (Кения против Зимбабве) на стадионе было самое низкое количество зрителей — лишь 15 человек присутствовали на арене.

### Трибуны
Трибуны на «Иден Гарденс» названы в честь выдающихся игроков в крикет и служащих вооружённых сил. 22 января 2017 года две трибуны были названы в честь индийских игроков в крикет — Сурава Гангули и Панкаджа Роя, а еще две были названы в честь администраторов крикета — Б. Н. Датта, президента Совета крикета Индии с 1988 по 1990 годы и Джагмохана Далмии, который был президентом организации с 2001 по 2004, в 2013 и 2015 годах исполнял обязанности президента.
27 апреля 2017 года четырём трибунам были присвоены имена индийских солдат — полковника Нилакантана Джаячандрана Наира, Хавилдара Хангпана Дада, подполковника Дхана Сингха Тхапы и Субедара Джогиндера Сингха Сахнана . Тхапа и Субедар Сингх являются лауреатами Парам Вир Чакры — высшей военной награды Индии, а полковник Наир и Хавилдар Дада — Ашок Чакры — высшей военной награды мирного времени.
«Иден Гарденс» известен за атмосферу, создаваемую местными болельщиками на этом стадионе. Бывший капитан сборной Австралии Стив Во считает «Иден Гарденс» индийским «Lord’s», а Дилип Венгсаркар также сравнил этот стадион с известным британским, всё же отдав предпочтение стадиону «Lord’s». Уроженец Калькутты и капитан сборной Индии по крикету Сурав Гангули однажды признался в интервью, что ликование болельщиков на стадионе, который он слышал, когда Индия победила Австралию во втором Тестовом матче Трофея Гаваскара сезона 2000/01 годов, был самым громким, который он когда-либо слышал.
В 2016 году на стадионе был установлен колокол, который будет звонить в начале игрового дня во время Тестовых матчей и перед началом игр в формате Однодневных международных матчей и Твенти20. Капил Дев был первым, кто звонил в колокол, дав старт матчу между Индией и Новой Зеландией в сентябре 2016 года.

## Матчи чемпионата мира по крикету
«Иден Гарденс» принял 15 матчей чемпионата мира по крикету в разных форматах, в том числе среди мужчин и женщин. На стадионе прошли шесть матчей чемпионата мира по крикету в формате Однодневных международных матчей. В 1987 году здесь прошли две игры, в 1996 — одна, в 2011 — три. Здесь также прошли пять игр чемпионата мира 2016 года в формате Твенти20 и два матча женского чемпионата мира в формате Однодневных международных матчей — по одному в 1978 и 1997 годах. Здесь также один раз играли женщины в рамках чемпионата мира в формате Твенти20 (в 2016).
В 2023 году здесь прошли матчи чемпионата мира по крикету, в том числе полуфинал между южноафриканцами и будущими чемпионами австралийцами.

## Значимые события
- В 1946 году Сайед Муштак Али не вошёл в состав сборной для игры против австралийских служащих, но после протестов толпы (с такими лозунгами, как «Нет Муштака, нет Теста») его вернули его в состав[32].
- Во время Тестового турне Вест-Индии в сезоне 1966/67 здесь произошли массовые беспорядки, это повторилось во время австралийского турне в 1969/70[33].
- В 1977 году «Нью-Йорк Космос» провел на стадионе футбольный матч против «Мохун Багана», в игре принял участие Пеле. Матч завершился вничью со счётом 2:2.
- 16 футбольных болельщиков погибли в давке после матча лиги дерби между клубами «Ист Бенгал» и «Мохун Баган» 16 августа 1980 года.
- Здесь прошёл Кубок Неру по футболу в 1984 году, где сборная Индии играла против Аргентины, Польши, Китая, молодёжной сборной Румынии и «Вашаша» из Будапешта[34].
- В 1987 году «Иден Гарденс» принял финал чемпионата мира по крикету за пределами Англии. Матч закончился победой Австралии над Англией с разницей в 7 пробегов, Австралия впервые стала чемпионом мира по крикету.
- Полуфинал чемпионата мира 1996 года был досрочно остановлен во время беспорядков, начавшихся во время неудачной игры Индии против Шри-Ланки. Индии было присуждено поражение, а Шри-Ланка затем стала чемпионом мира[33].
- В сезоне 2000/01 В.В.С. Лакшман набрал 281 пробег в втором Тестовом матче против Австралии на трофее Гаваскара, и этот результат до сих пор является наивысшим, показанным на «Иден Гарденс». На пару с Рахулом Дравидом они набрали 376 пробегов, а сам Дравид — 180. Они не допустили разрушения калиток и били весь день. Австралия потерпела поражение, несмотря на применение правила «фоллоу-он», более того, это вообще был третий случай историй, когда команда выиграла после того, как была вынуждена согласиться на «фоллоу-он»[35]. Этот матч считается одним из величайших Тестовых матчей в истории крикета[36].
- В 2005 году в Однодневном тестовом матче Индии против ЮАР болельщики освистали индийскую команду и Грега Чаппелла из-за ухода Сурава Гангули из команды. Утверждается, что Чаппелл показал непристойный жест в сторону зрителей из командного автобуса перед матчем[37][38].
- В 2005 году Сачин Тендулкар совершил свой 10-тысячный пробег в Тестовом крикете в матче против Пакистана.
- С 6 по 10 ноября 2013 года на «Иден Гарденс» прошёл 199-й (предпоследний) тестовый матч в карьере Сачина Тендулкара против Вест-Индии. Индия победила с преимуществом в один иннингс и 51 пробег.
- 13 ноября 2014 года на «Иден Гарденс» был показан максимальный результат бэтсмена в Однодневных международных матчах — Рохит Шарма набрал 264 пробега за 173 мяча в игре против Шри-Ланки.
- 22 ноября 2019 года на «Иден Гарденс» состоялся прошел первый в истории Тестовый матч между Индией и Бангладеш[39].
- 5 ноября 2023 года во время матча чемпионата мира между Индией и ЮАР Вират Кохли в 49-й раз в карьере набрал больше ста пробегов в однодневных международных матчах, сравнявшись по этому показателю с Сачином Тендулкаром[40].